# Boussé
Boussé é uma cidade burquinense, capital da província de Kourwéogo. Em 2012, sua população era estimada em 16 055 habitantes.